# Sthenias
Sthenias – rodzaj chrząszczy z rodziny kózkowatych i podrodziny zgrzypikowych. 

## Zasięg występowania
Przedstawiciele tego rodzaju występują w Afryce, na Subkontynencie Indyjskim, w płd. Chinach, Azji Południowo-Wschodniej.

## Systematyka
Do Sthenias należy 27 gatunków i 2 podrodzaje:

- Podrodzaj: Albosthenias Breuning, 1961

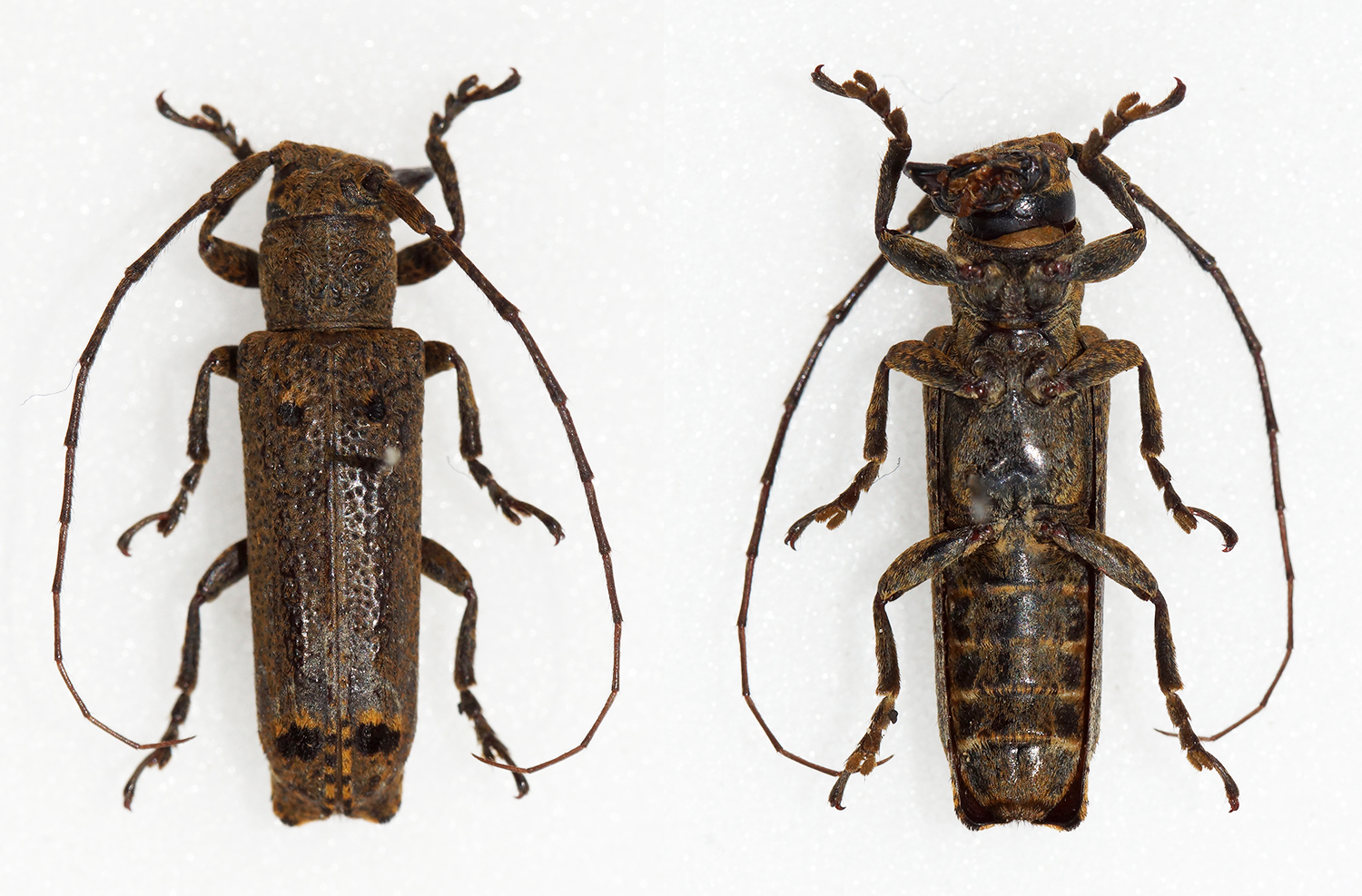
Sthenias yunnanus

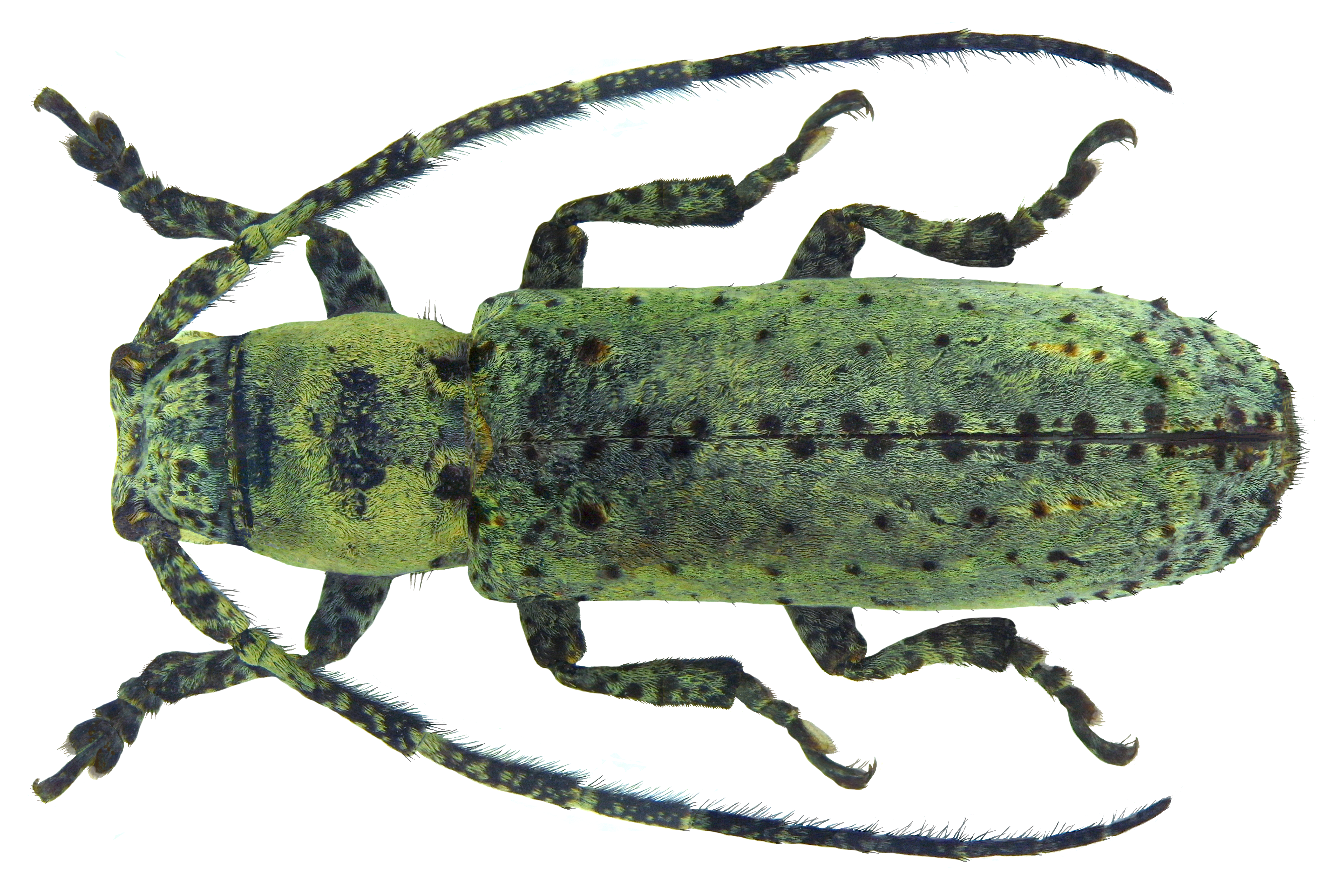
Sthenias damarensis

  - Sthenias albicollis
  - Sthenias microphthalmus
  - Sthenias partealbicollis
- Podrodzaj: Sthenias Dejean, 1835
  - Sthenias angustaus
  - Sthenias borneanus
  - Sthenias burmanensis
  - Sthenias crocatus
  - Sthenias cylindrator
  - Sthenias damarensis
  - Sthenias franciscanus
  - Sthenias gahani
  - Sthenias gracilicornis
  - Sthenias gracilis
  - Sthenias grisator
  - Sthenias javanicus
  - Sthenias longeantennatus
  - Sthenias maculiceps
  - Sthenias madurae
  - Sthenias  pascoei
  - Sthenias persimilis
  - Sthenias pictus
  - Sthenias poleti
  - Sthenias pseudodorsalis
  - Sthenias pseudodorsaloides
  - Sthenias puncticornis
  - Sthenias tonkineus
  - Sthenias yunnanus